# Lợn sóc

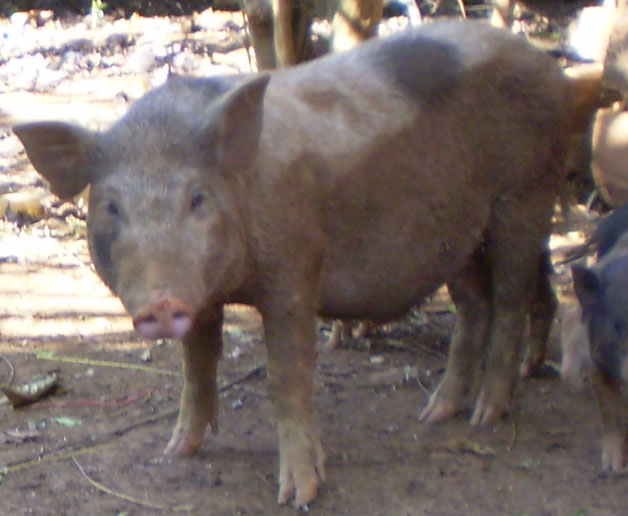
Con lợn Đê

Lợn sóc hay Lợn Đê là một loại lợn của người Êđê, người M'nông. Giống lợn nhà này phù hợp một số đặc điểm và địa hình của buôn làng các dân tộc thiểu số ở Tây Nguyên. Họ có nhà sàn cao cách biệt với các loài vật ở dưới sàn. Lớp sàn dưới dùng cho các loài vật quần tụ ở đó, hiện này nhân dân các buôn làng không làm như vậy nữa mà làm chuồng nhốt riêng xa nhà một khoảng.

## Đặc điểm
Lợn Đê hình dáng thì cũng giống lợn ỉ, lưng cong bụng ỏng. Con cái khi nuôi con bụng nó xệ xuống, các núm vú thường kéo là trên đất. Lông dày da màu mun đốm. Vì chúng được nuôi theo kiểu tự do nên thịt ăn ngon, thơm như lợn rừng.

## Thức ăn
Thức ăn của lợn là các loại thảo mộc (cỏ, củ, lá ăn được). Kiếm ăn theo kiểu hoang dã gặp gì ăn được là ăn. Chủ nhà tùy theo từng gia đình thường cho ăn ngày hai ba bữa, thức ăn cho là các loại rau, chuối, củ các loại được băm nhỏ. Kiểu cho ăn của họ là một máng dài, đổ thức ăn vào khi nào chúng đói thì ăn, máng đó cũng là nơi cho ăn các loại gia cầm, trâu, bò cùng ăn.

## Cách nuôi

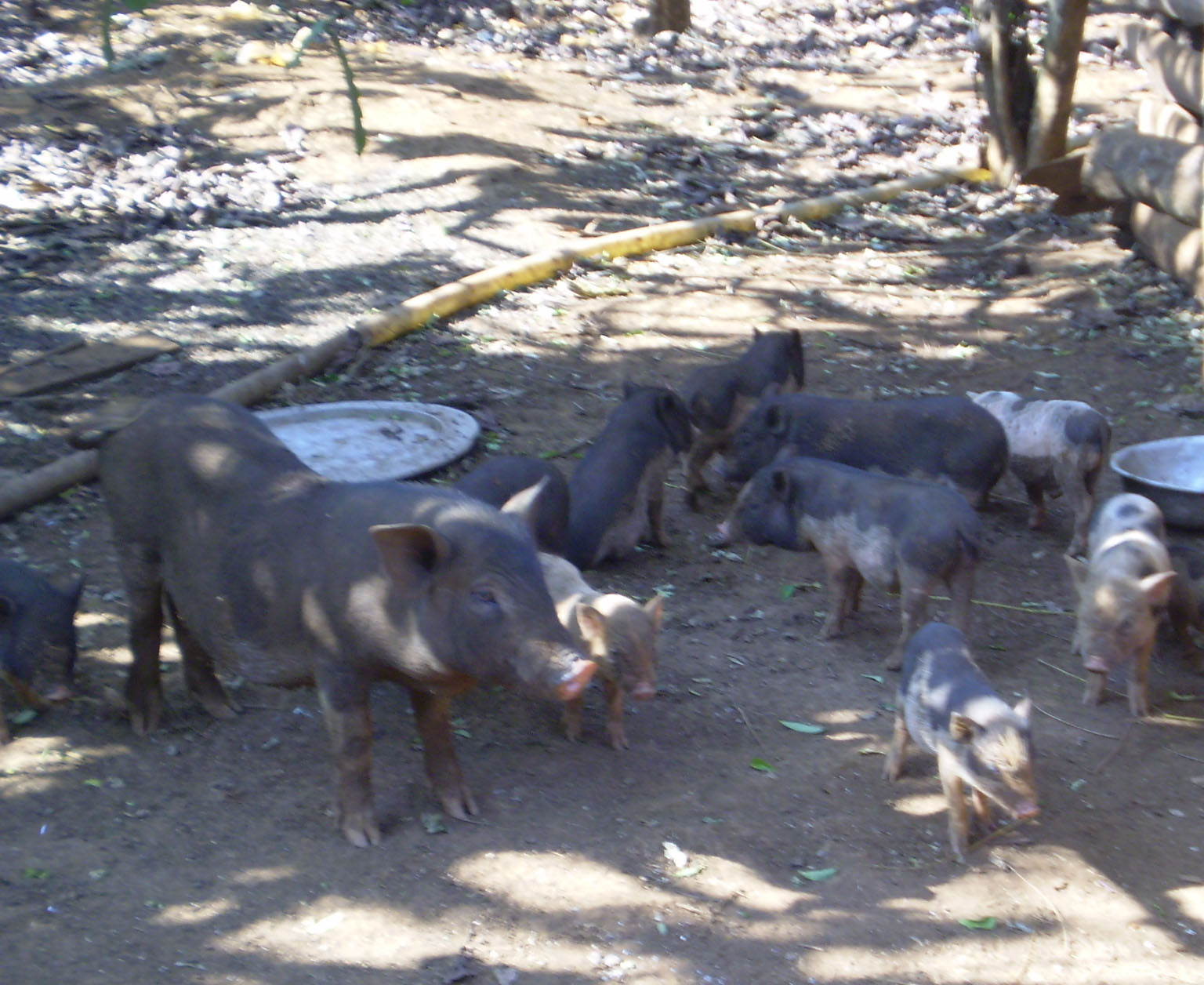
Đàn lợn Đê ở Cư Kuin, Đắk lắk

Lợn Đê được nuôi theo cách thả rông chung quanh ngôi nhà sàn của người dân, sống quần tụ cùng các loài gia cầm, gia súc khác. Không nhốt trong chuồng hẳn, chúng chỉ quanh quẩn trong mảnh đất của hộ gia đình. Chu vi nuôi rộng hay hẹp là tùy theo diện tích của khu vườn của từng gia đình.